# ديفيد ألان عزرا
ديفيد ألان عزرا (بالإنجليزية: David Alan Ezra)‏ هو محامي وقاضي أمريكي، ولد في 1947 في كولومبوس في الولايات المتحدة.